# Международный стыковочный адаптер

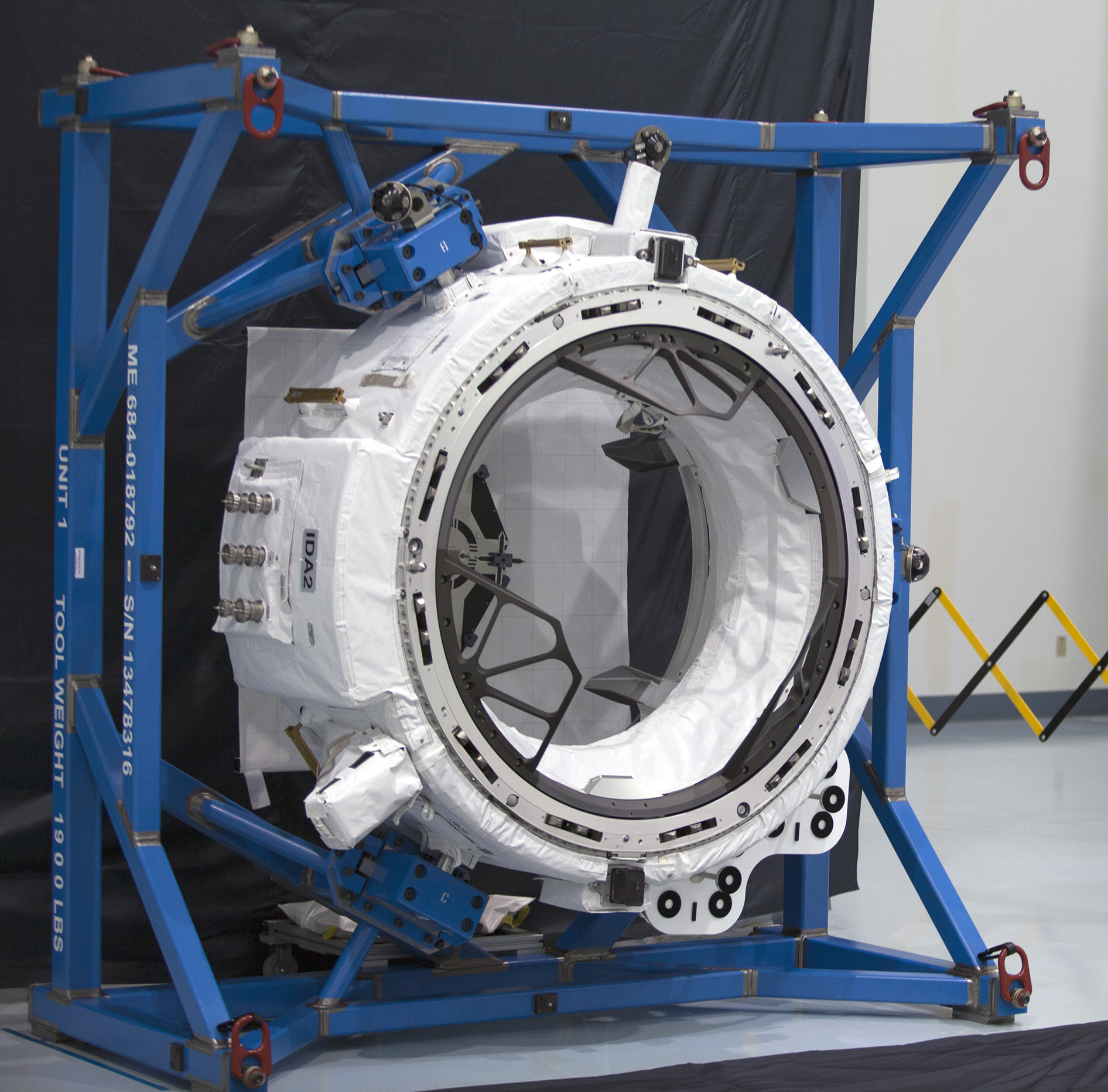
IDA-2

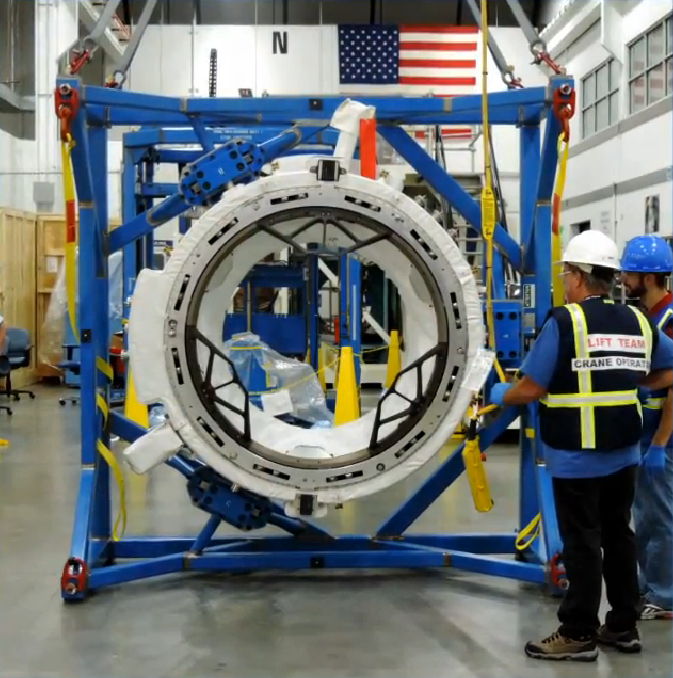
IDA-1

Международный стыковочный адаптер (англ. International Docking Adapter, сокр. IDA) — адаптер-переходник, предназначенный для преобразования системы стыковки АПАС-95 в Систему стыковки НАСА (англ. NASA Docking System, сокр. NDS), созданной по Международному стандарту стыковочной системы (англ. International Docking System Standard, сокр. IDSS). IDA установлены на обоих Герметичных стыковочных переходниках, пристыкованных к модулю «Гармония» Международной космической станции. Часть адаптера IDA разработана и изготовлена на головном предприятии Роскосмоса, в Ракетно-космической корпорации «Энергия», по заказу компании Boeing.

## История
До IDA были различные варианты стыковочных адаптеров, которые должны были выполнять аналогичную роль, но в конечном итоге все они были отменены.

### Адаптер преобразования системы АПАС в LIDS
Адаптер преобразования системы АПАС в LIDS (англ. APAS to LIDS Adaptor System, сокр. ATLAS) был предложен в 2008 году. Его планировалось установить на открытом Герметичном стыковочном переходнике PMA для преобразования АПАС-95 в Low Impact Docking System (LIDS) — сейчас известной как Система стыковки НАСА. Планировалось запустить ATLAS на МКС в первые две миссии корабля «Орион», однако запуски «Орион» на МКС были отменены и заменены на коммерческую программу доставки экипажа.

### Простой стыковочный адаптер Common Docking Adapter (CDA)

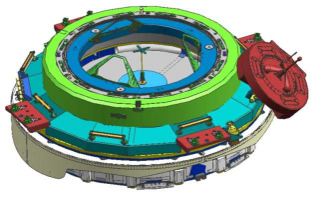
Эскиз Простого стыковочного адаптера CDA

Простой стыковочный адаптер (англ. Common Docking Adapter, сокр. CDA) был представлен в 2009 году. Он разрабатывался для преобразования Единого механизма пристыковки в Стыковочную систему НАСА. Адаптеры CDA планировалось присоединить непосредственно на передний и зенитный стыковочные узлы модуля «Гармония». Адаптеры CDA планировалось доставить японским грузовиком HTV.

## Конструкция
IDA преобразует стыковочную систему АПАС-95 в Стыковочную систему НАСА (которая соответствует Международному стандарту стыковочной системы) и позволяет пропускать через себя экипаж, грузы, электропитание и данные. Весит IDA 526 кг, его высота около 42 ″ (106,6800000 см) и ширина около 63 ″ (160,0200000 см). С учётом стыковочных мишеней, лазерных светоотражающих устройств и других связанных систем, которые расположены по внешнему периметру, наружный диаметр составляет около 94 ″ (238,7600000 см).
«Боинг», основной разработчик IDA, проводил сборку адаптеров в собственном Центре поддержки продукции (Houston Product Support Center). Детали от подрядчиков поставлялись из 25 американских штатов. Основная конструкция поставлена российской компанией РКК «Энергия».

## Установка модулей IDA на МКС

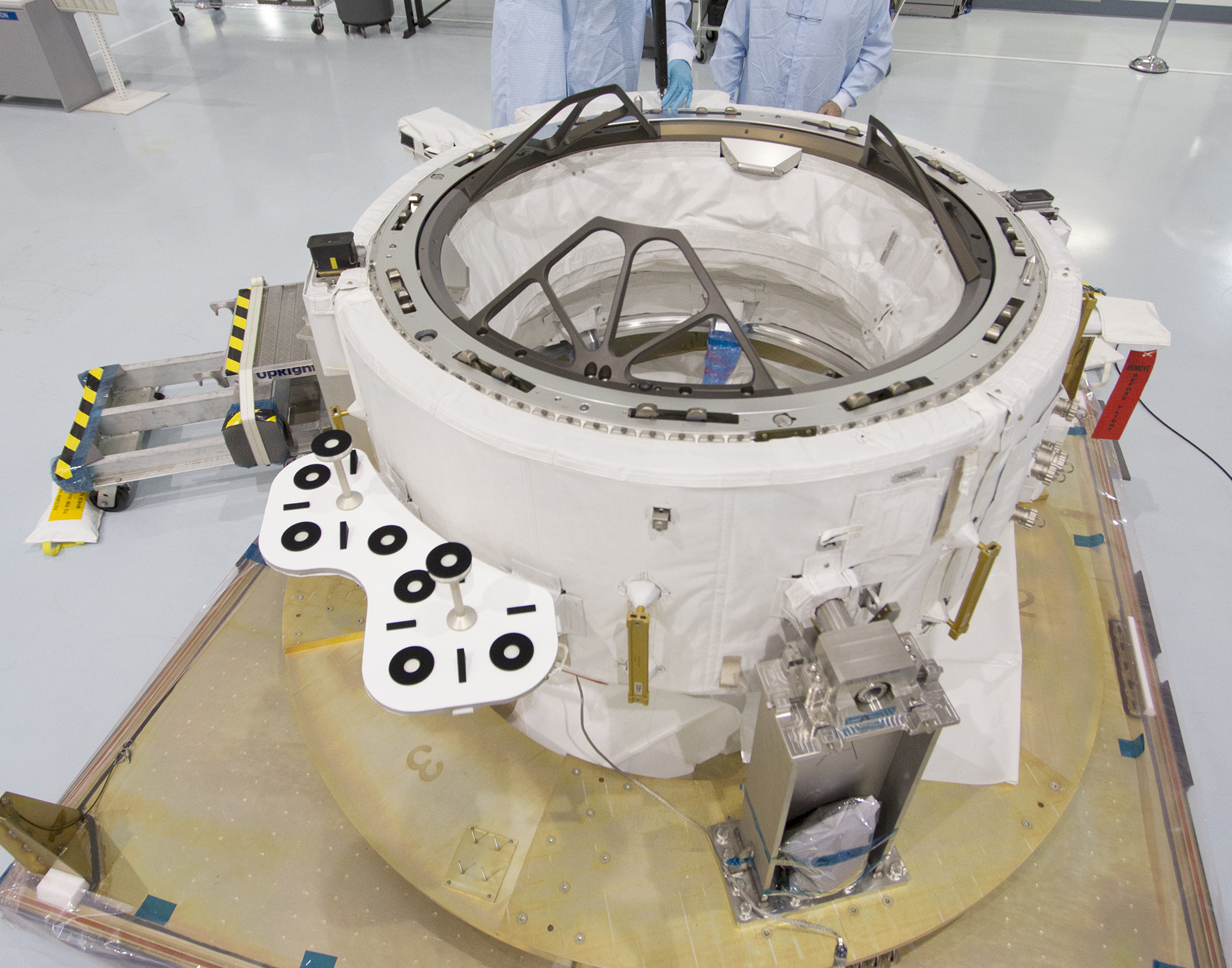
Адаптер IDA-1 с противомикрометеоритной защитой

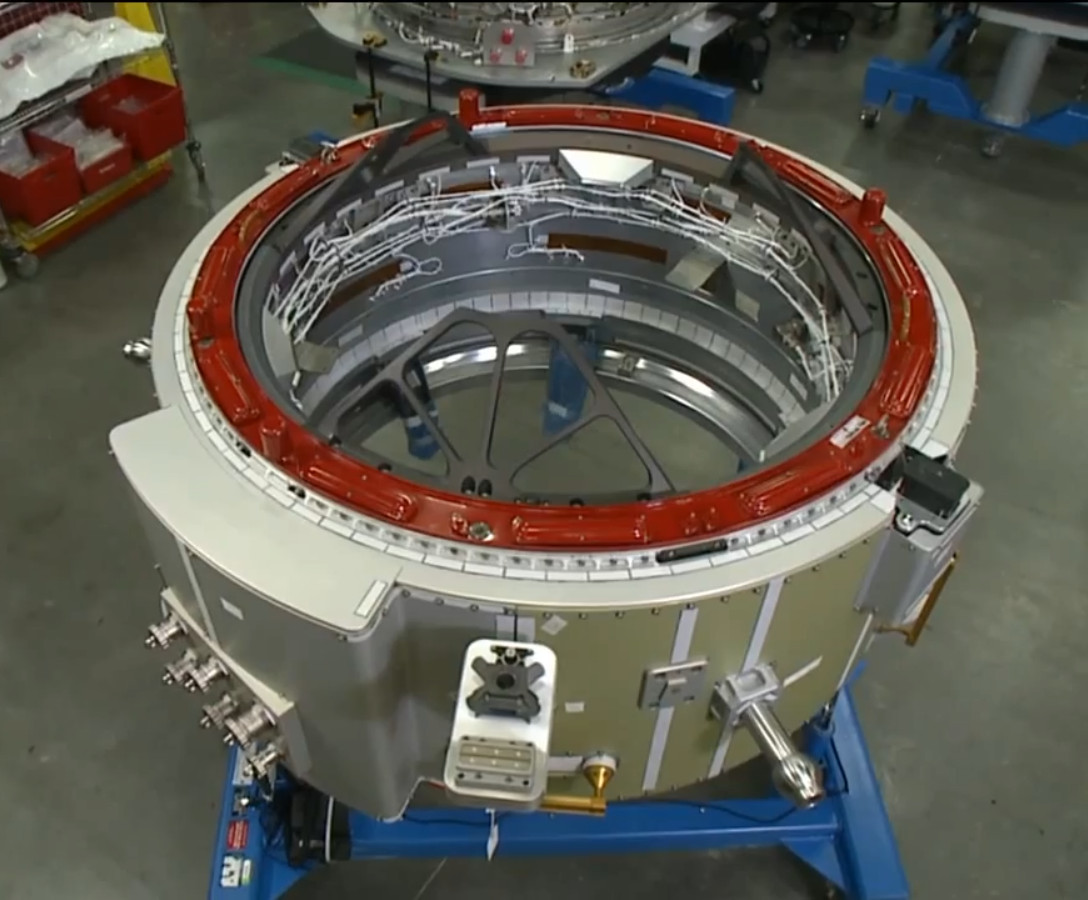
Адаптер IDA-2 без противомикрометеоритной защиты

Когда модуль IDA прибыл на МКС, «Декстр» забрал его из грузовика Dragon и установил примерно на расстоянии 1 фут (30 см) от передней части переходника PMA. Затем аккуратно надвинул адаптер IDA в место крепления его на переходнике PMA. Далее он удерживал его там до тех пор, пока космонавты во время выходов в открытый космос подключали электрические соединения и окончательно подсоединяли адаптер IDA к переходнику PMA.
Первоначально планировалось, что адаптер IDA-1 будет прикреплен к переднему переходнику PMA-2 на модуле NODE-2 («Гармония»), а адаптер IDA-2 будет присоединен к модулю «Гармония» на зенитный переходник PMA-3. Однако, из-за аварии, адаптер IDA-1 был утерян, и планы поменялись. Адаптер IDA-2 был установлен на передний переходник PMA-2 модуля «Гармония». Для восполнения потери адаптера IDA-1, был изготовлен адаптер IDA-3 и, затем, установлен на зенитный переходник PMA-3 модуля «Гармония».

### Запуск и потеря адаптера IDA-1
В феврале 2015 года сообщалось, что адаптер IDA-1 был перевезен в космический Центр Кеннеди, а IDA-2 был ещё в сборочном цеху компании «Боинг» в Хьюстоне. Прошел ещё месяц, прежде чем системы и прицелы адаптера IDA-1 прошли тестирование перед сборкой и запуском.
Адаптер IDA-1 был потерян во время неудачного запуска SpaceX CRS-7 28 июня 2015 года. В результате было решено установить на его место адаптер IDA-2, и изготовить новый адаптер IDA-3.

### Запуск и установка адаптера IDA-2
Адаптер IDA-2 был запущен на МКС с миссией SpaceX CRS-9 18 июля 2016 года. Установка его на переходник PMA-2 на модуле «Гармония» завершена 19 августа 2016 года. Первая стыковка выполнена 3 марта 2019 года кораблём Crew Dragon в миссии SpaceX DM-1.

### Запуск и установка адаптера IDA-3
Для ускорения строительства адаптера IDA-3 использованы в основном запасные части.
Запуск адаптера IDA-3 несколько раз отодвигался с 2016 года. 27 июля 2019 года адаптер был доставлен на МКС грузовиком Dragon в миссии SpaceX CRS-18. Стыковочный адаптер IDA-3, массой 534 кг был установлен на герметичном стыковочном переходнике PMA-3, расположенном на зенитном (обращённом к космосу) порту модуля «Гармония», чтобы сформировать второй стыковочный порт для коммерческих пилотируемых космических кораблей. Для перемещения IDA-3 из негерметичного грузового отсека корабля Dragon к переходнику PMA-3 была задействована механическая рука МКС «Канадарм2». Позже члены 60-й экспедиции МКС (Тайлер Хейг и Эндрю Морган) окончательно установили его соединительные кабели, совершив выход в открытый космос 21 августа 2019 года. Первая стыковка выполнена 7 декабря 2020 года кораблём Cargo Dragon в миссии SpaceX CRS-21.

## Эскизы мест установок адаптеров

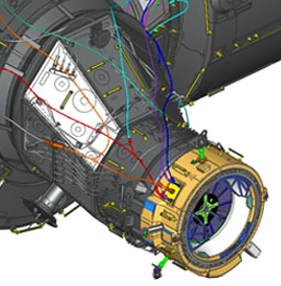
Эскиз адаптера IDA, подсоединённого к переходнику PMA
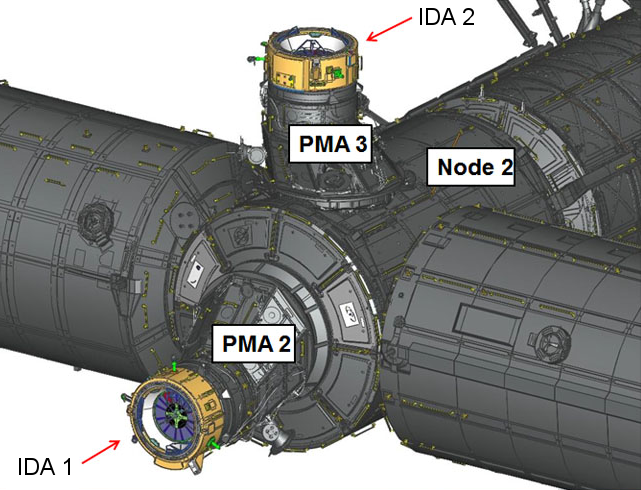
Ранее планируемые места установок адаптеров IDA на переходники PMA, до утери адаптера IDA-1
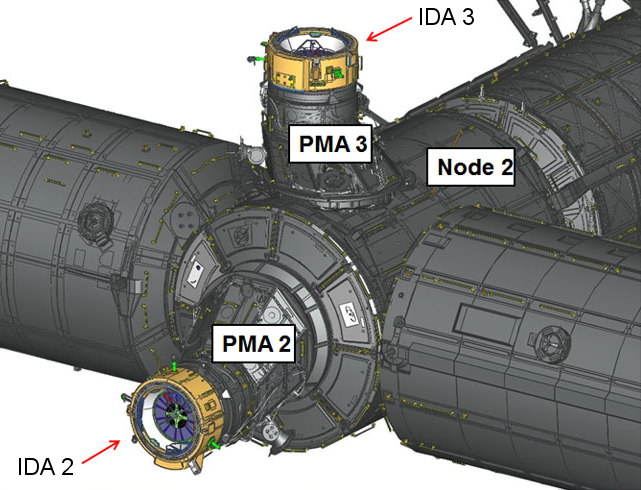
Новые места установок адаптеров IDA-2 и IDA-3